# روث ترینگهام
روث ترینگهام (انگلیسی: Ruth Tringham؛ زادهٔ ۱۴ اکتبر ۱۹۴۰) انسان‌شناس، و باستان‌شناس اهل بریتانیا است که در زمینهٔ باستان‌شناسی دوران نوسنگی اروپا و جنوب‌غربی آسیا پژوهش می‌کرد.
او استاد انسان‌شناسی دانشگاه کالیفرنیا، برکلی) بود و در دهه ۱۹۸۰ چند خانه کشیده نوسنگی را در اوپوو (در وویوودینا در صربستان امروزی) کاوش کرد و تلاش کرد که با استفاده از نتایج آن نحوهٔ پیدایش خانواده به‌عنوان یک سطح تحلیل در باستان‌شناسی را نشان دهد.